# Verrucobunus trispinosus
Genre
Espèce
Verrucobunus trispinosus, unique représentant du genre Verrucobunus, est une espèce d'opilions eupnois de la famille des Sclerosomatidae.

## Distribution
Cette espèce est endémique de Sumatra en Indonésie.

## Publication originale
- Roewer, 1931 : « Über Opilioniden der Sundainseln. » Archiv für Hydrobiologie, Supplementband 9, Tropische Binnengewässer, vol. 2, p. 508–548.